# Hydronaphis calanthes
Hydronaphis calanthes är en insektsart. Hydronaphis calanthes ingår i släktet Hydronaphis och familjen långrörsbladlöss. Inga underarter finns listade i Catalogue of Life.